# Macrobrachium tolmerum
Macrobrachium tolmerum is een garnalensoort uit de familie van de Palaemonidae. De wetenschappelijke naam van de soort is voor het eerst geldig gepubliceerd in 1951 door Riek.